# أهداف (اسم)
أَهْدَاف هو اسم علم مذكر ومؤنث من أصل عربي، وجاء الاسم على صيغة الجمع، ومعناه هو كل مرتفع من بناء أو كثيب رمل أو جبل، ومنه سُمّي الغرض الذي يُرمى (هدفًا) وتعني الرجل العظيم، أو المرأة العظيمة.

## شخصيات تحمل الاسم
أهداف سويف